# 雲母坂盾
雲母坂盾（日语：／ Kirarazaka Jun，9月12日生），日本漫畫家。

## 經歷
大學畢業後，在到東京時加入了「常盤莊Project」，一邊畫自己的分鏡稿一邊當漫畫助手。自2017年起，在該計畫共待了2年11個月。
2017年11月，單篇刊載於《Jump GIGA》（集英社）2018 WINTER vol.1。2018年7月，另一部單篇獲刊登於《Jump GIGA》2018 SUMMER vol.3。
2019年8月，單篇「尋骨拍檔」發表於《週刊少年Jump》2019年39号，連載版自2020年21・22合併号起連載至同年的38號。2023年23号起開始連載昭和背景的拳擊漫畫《Do Retry》，至同年42號連載結束。

## 人物
興趣和專長是电影和卡拉OK。曾表示喜歡的漫畫是久保带人的《BLEACH》、田村隆平的《惡魔奶爸》、大今良時的《聲之形》和鳥山明的《七龙珠》。

## 作品列表

### 連載
- 尋骨拍檔（日语：ボーンコレクション）（《週刊少年Jump》2020年21・22合併号[6]—38号，全2卷）
- Do Retry（日语：ドリトライ）（《週刊少年Jump》2023年23号[7]—42號，全2卷）

### 單篇
- （《Jump GIGA》2018 WINTER vol.1[3]）
- （《Jump GIGA》2018 SUMMER vol.3[4]）
- 尋骨拍檔（《週刊少年Jump》2019年39号[5]）
- （少年Jump+2022年2月19日[9]）